# Paolo Cirino Pomicino
 (mars 2025).
Si vous disposez d'ouvrages ou d'articles de référence ou si vous connaissez des sites web de qualité traitant du thème abordé ici, merci de compléter l'article en donnant les références utiles à sa vérifiabilité et en les liant à la section « Notes et références ».
Paolo Cirino Pomicino (né le 3 septembre 1939 à Naples, en Campanie) est un médecin, chirurgien et homme politique italien, ancien ministre, ancien député européen, et député italien, membre de la Démocratie chrétienne pour les autonomies.

## Biographie
Paolo Cirino Pomicino a été élu député européen en 2004 sous l'étiquette Popolari-UDEUR, En 2006 il a quitté son parti pour se présenter aux élections législatives au nom de l'alliance de la DCA et du Nouveau PSI. 
Son frère était l'acteur Bruno Cirino.